# Браун, Бенджамин Грац
Бенджамин Грац Браун (англ. Benjamin Gratz Brown; 28 мая 1826 — 13 декабря 1885) — американский политик, Сенатор от Миссури и 20-й губернатор штата. Совместный кандидат на пост вице-президента от Либерально-республиканской и демократической партий на президентских выборах 1872 года.

## Биография
Браун родился во Франкфорте в Кентукки и основал юридическую практику в Сент-Луисе в Миссури. Оба его деда, Джон Браун и Джесси Бледсоу представляли Кентукки в Сенате США. После переезда в Сент-Луис Браун выиграл выборы в Палату представителей Миссури. Вместе с Томасом Хартом Бенсоном и Фрэнсисом Престоном Блэром-младшим он боролся за контроль над местной Демократической партией со сторонниками рабства. В 1850-х Браун помог основать Республиканскую партию Миссури.
Во время гражданской войны Браун боролся за сохранение Миссури в составе Союза и в 1863 был избран в Сенат от Безусловной юнионистской партии, известной в Миссури как Радикальная юнионистская партия. Будучи сенатором, Браун поддерживал своих коллег по фракции радикальных республиканцев, выступал против многих решений Авраама Линкольна, считая его слишком умеренным, и пытался сместить его с номинации на пост президента на республиканском съезде перед выборами 1868 года.
Браун ушел из Сената в 1867 году и помог основать Либерально-республиканскую партию в 1870 году. Партия выбрала Брауна своим кандидатом на пост губернатора Миссури и он победил действующего губернатора-республиканца Джозефа Макклёрга. Браун пытался выдвинуться от новой партии на пост президента в 1872 году, но был побежден издателем Хорасом Грили. После выдвижения Грили съезд Либеральных республиканцев 1872 года выбрал Брауна кандидатом от партии на пост вице-президента. Стремясь избежать раскола голосов противников переизбрания президента Улисса Гранта, Национальный съезд Демократической партии поддержал кандидатов Либеральных республиканцев. Несмотря на это Грант выиграл переизбрание с большим отрывом. Грили умер после выборов, но до того, как выборщики официально подали свои голоса, из-за чего Браун получил часть его голосов выборщиков. После выборов Грац вернулся к юридической практике и присоединился к Демократической партии.